# Межличностная коммуникация
Межличностная коммуникация — (1) это процесс одновременного взаимодействия коммуникантов и их воздействия друг на друга; (2) процесс обмена сообщениями и их интерпретация двумя или несколькими индивидами, вступившими в контакт друг с другом.

## Особенности межличностной коммуникации
Для межличностной коммуникации характерен ряд особенностей, которые составляют ее специфику как типа коммуникации:
- Неотвратимость и неизбежность межличностной коммуникации объясняются самими условиями человеческого бытия — человек, как социальный феномен не смог бы существовать без общения, которое является его важнейшей потребностью;
- Необратимость межличностной коммуникации понимается как невозможность уничтожить сказанное;
- Непосредственно обратная связь является непременным условием осуществления межличностной коммуникации.
- В межличностных коммуникациях как отправителем, так и получателем выступают отдельные индивиды[4].

## Формы межличностной коммуникации
На основании того, каким способом взаимодействуют коммуниканты в процессе межличностной коммуникации, коммуникативная лингвистика выделяет формы речевого общения.
Диалог — это самая активная форма межличностной коммуникации, в которой два коммуниканта обмениваются собственными высказываниями. Диалогическая речь тесно связана с непосредственной конкретной ситуацией общения, где собеседники объединены тематической общностью и коммуникативными мотивами. Каждый из участников коммуникации чередует роль слушателя и говорящего, создает или воспринимает реплики в определенной временной последовательности. Интеракция осуществляется именно в диалоге.
Г. Буш разделяет диалоги на группы:
- эроматический — «вопрос — ответ», при чем активность собеседников может быть разной согласно ситуации общения;
- эристический — дискуссионное облегание определенной проблемы;
- риторический — передача и обсуждение конкретной темы;
- карнавальный — свободная непринужденная коммуникация между собеседниками.

В. Л. Скалкин, исследуя коммуникативные особенности языка, добавляет к диалогу как форме межличностной коммуникации трилог — разговор трех человек.
Монолог — развернутая функционально-коммуникативная речь одного коммуниканта, которая является результатом его активной речевой деятельности, построенная как высказывание собственной позиции в определенном вопросе или проблеме, и в основном не рассчитана на непосредственную реакцию других участников коммуникации. Монолог существует в устной и письменной форме речи. Монолог является одной из вербальных форм коммуникации.
Полилог — это форма межличностной коммуникации между многочисленными коммуникантами (больше трех).

## Теории межличностных коммуникаций
- Теория снижения неопределенности заключается в том, что незнакомые люди после знакомства проходят определенные стадии, чтобы снизить неопределенность по отношению друг к другу, и формируют представление о том, нравятся ли они друг другу или нет[7].
- Теория социального обмена — человеческое взаимодействие сравнивается с экономической сделкой, в связи с тем, что коммуниканты стремятся максимизировать выгоду и минимизировать затраты. Человек раскроет информацию о себе в том случае, когда соотношение затрат и выгод будет для него приемлемым. Основным содержанием данной теории являются предполагаемые выгоды или издержки в отношениях.
- Теория символического взаимодействия — сосредоточена на том, какое место и какую роль в обществе занимают люди посредством взаимодействий. Мотивом к взаимодействию у людей являются значения, которые они приписывают людям, вещам и событиям[8].
- Теория социального проникновения — разрабатывает положение о взаимности поведения между двумя людьми, которые находятся в процессе развития отношений. Такое поведение может варьироваться в зависимости от невербального обмена информацией, межличностного восприятия. Поведение зависит от различных уровней близости, которая возникает во время отношений[9].
- Теория ожидаемых нарушений — объясняет взаимосвязь между невербальной передачей сообщений и интерпретациями невербального поведения у людей. Люди имеют определенные ожидания относительно невербального поведения, основанные на социальных нормах, прошлом опыте и ситуационных аспектах этого поведения.
- Теория регулирования интимных признаний в межличностных отношениях — теория связана с тем, как люди договариваются об открытости и неприкосновенности частной жизни в соответствии с сообщаемой информацией. Эта теория фокусируется на том, как люди в отношениях управляют границами, которые отделяют общественность от частной жизни[10].

## Аксиомы межличностной коммуникации
Американским психологам П. Вацлавику, Дж. Бивин и Д. Джексону принадлежит заслуга описания некоторых свойств коммуникации, имеющих прикладное значение и названных ими аксиомами человеческой коммуникации.

### Невозможность отсутствия коммуникации
В ситуации, когда люди доступны для восприятия друг друга, любое поведение обладает информационной ценностью, то есть является коммуникацией. Как бы при этом человек ни старался, он не может не вступать в коммуникацию.
Исследователи выделили ряд стратегий ухода от общения.
- прямая демонстрация нежелания общаться;
- стратегия наименьшего сопротивления, когда один из партнеров неохотно поддакивает другому или со всем соглашается;
- дисквалификация коммуникации, когда один из партнеров действует так, что сводит на нет как свои собственные сообщения, так и сообщения другого человека. В числе коммуникативных приемов такого рода — противоречивые высказывания, непоследовательность, смена темы, неполные предложения, невразумительность или манерность речи;
- приемлемое для собеседника, не обижающее его указание причин, по которым в данный момент общение нежелательно: человек может притвориться спящим, глухим, пьяным, сделать вид, что не понимает языка собеседника или изобразить наличие любого другого дефекта, делающего коммуникацию оправданно невозможной.

### Любая коммуникация имеет уровень содержания и уровень отношения
Уровень содержания — это та информация, которая передается в сообщении. При этом неважно, является она правдивой, ложной, надежной, неправильной или неразрешимой.
На уровне отношений передается то, как это сообщение должно быть воспринято. Отношение может быть выражено как речевыми приемами, так и невербально с помощью крика, улыбки или других способов. Характер отношений можно ясно понять из контекста, в котором происходит коммуникация.

### Пунктуация последовательности событий
Люди организуют свое взаимодействие, опираясь на собственное представление о важном и неважном, причинах и следствиях поступков, на интерпретацию смысла происходящего. Эти смысловые доминанты организуют поведенческие события, оказывая существенное влияние на происходящее взаимодействие.

### Симметрическое и комплементарное взаимодействие
Отношения между людьми базируются либо на равенстве, либо на отличии. В первом случае партнеры стараются скопировать поведение друг друга, и поэтому их отношения можно назвать симметрическими. Во втором случае поведение одного партнера дополняет поведение другого, такой тип взаимодействия называется комплементарным. Симметричные отношения, таким образом, характеризуются равенством и минимизацией различий, в то время как особенностью комплементарного взаимодействия является доведение различий до максимума.

## Критика
В структуре межличностной коммуникации в качестве обязательных компонентов традиционно выделяются следующие: кто передает информацию (отправитель), что передается (содержание информации), кому передается информация (получатель), каким способом передается информация (канал), обратная связь (непосредственная или опосредованная). В отличие от других исследователей В. П. Конецкая считает данную структуру недостаточно полной, и выделяет еще два компонента — результативность коммуникации и ее ситуативную обусловленность (окружение, число участников, временные и пространственные характеристики и т. п.). Первый компонент не всегда поддается объективному определению, поскольку результативность для каждого коммуниканта может иметь свою оценку.